# Крупські
Крупські, де Крупе (пол. “Krupski”, біл. “Крупскі”, рос. “Крупский”, укр. “Крупський”, лит. “Krupskis”) — польський шляхетський рід (прізвище гербової одвічної шляхти — пол. szlachta odwieczna).
Прізвище утворене до XIV ст. (1346 р.) в загальній практиці для всіх благородних в Європі. Походить від додатку до особистого імені шляхтичів, які спадково володіли родовим гніздом Крупе, родоначальників роду Крупських, згідно з документальними текстами латиною та польською — «де Крупе». Латиною «де Крупе» — «de Crupe» (до XIV ст.). В XV ст. під впливом слов'янської культури в текстах польською з'являється остаточно сучасна форма прізвища «Крупський». Польською Іван Крупський — «Jan Krupski» (Krupski), 1534 р. латиною текст має «Crupsky» (Акт переділу землі Ієроніма Крупського), в 1550 р. — «Crupski» (Акт завершення навчання в Яґеллонському Краківському Університеті Крупського Валерія). В старобілоруських й російських текстах до XIX ст. — «Крупскій (Крупскі)» або «Крупский». Прізвища у Російській імперії стали загальноприйнятими, крім благородних (вже існуючих), після скасування кріпосницького права 1861 р.. У сучасній Польщі це прізвище є серед найпопулярніших.

## Походження
У рукописах авторитетнішого польського історика римо-католицького єпископа Яна Длугоша (1415–1480 рр.) в описі гербу Корчак: предки Крупських — Корчак (лат. Corczakowye), а їх національність та етнічне походження — Русини (лат. Genus Ruthenicum). Перший знаний пращур гербу Корчак — русин Крупський Єжи (1472–1548 роки життя).

## РодовийгербКрупських

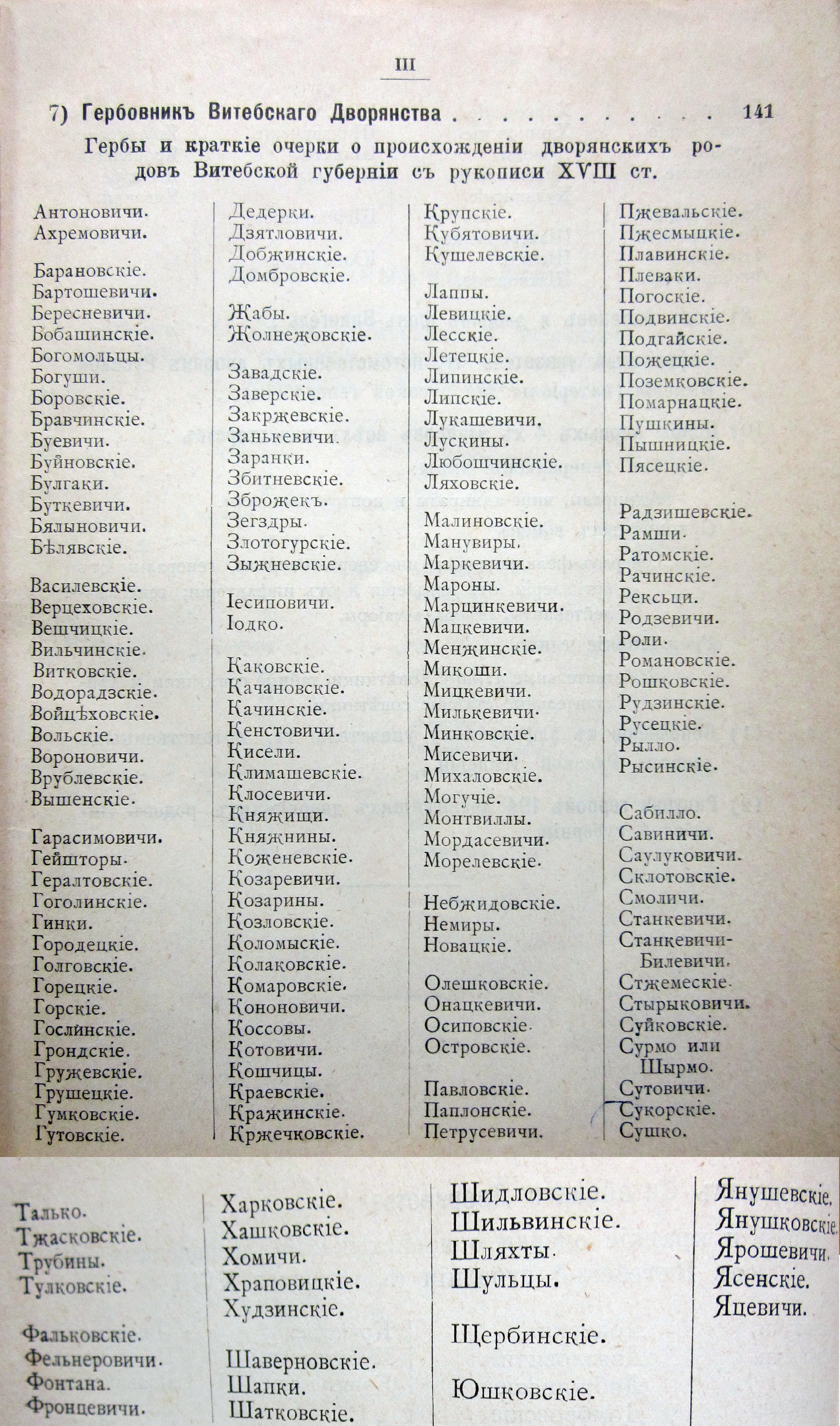
Шляхтичі Крупські в Гербовнику Вітебського дворянства, м. Вітебськ, 1900 р.

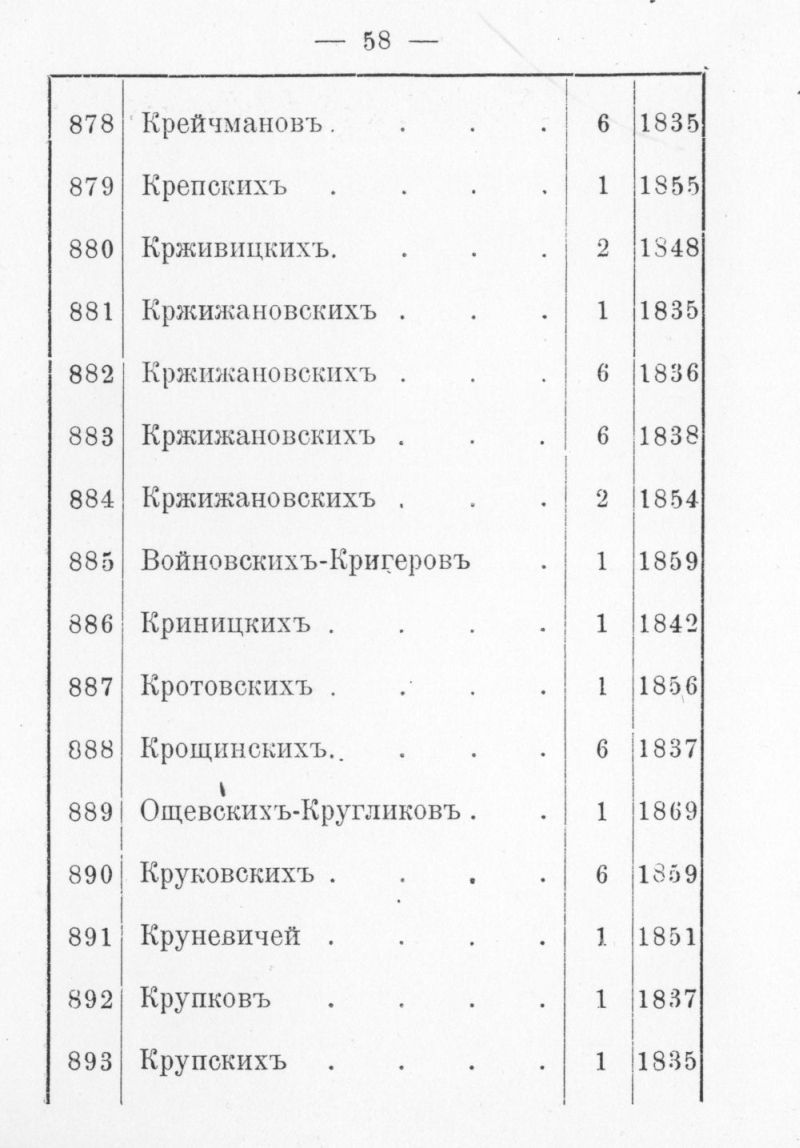
Крупські (№ 893) в Алфавітному списку дворянських родів Мінської губернії, м. Мінськ, 1903 р.

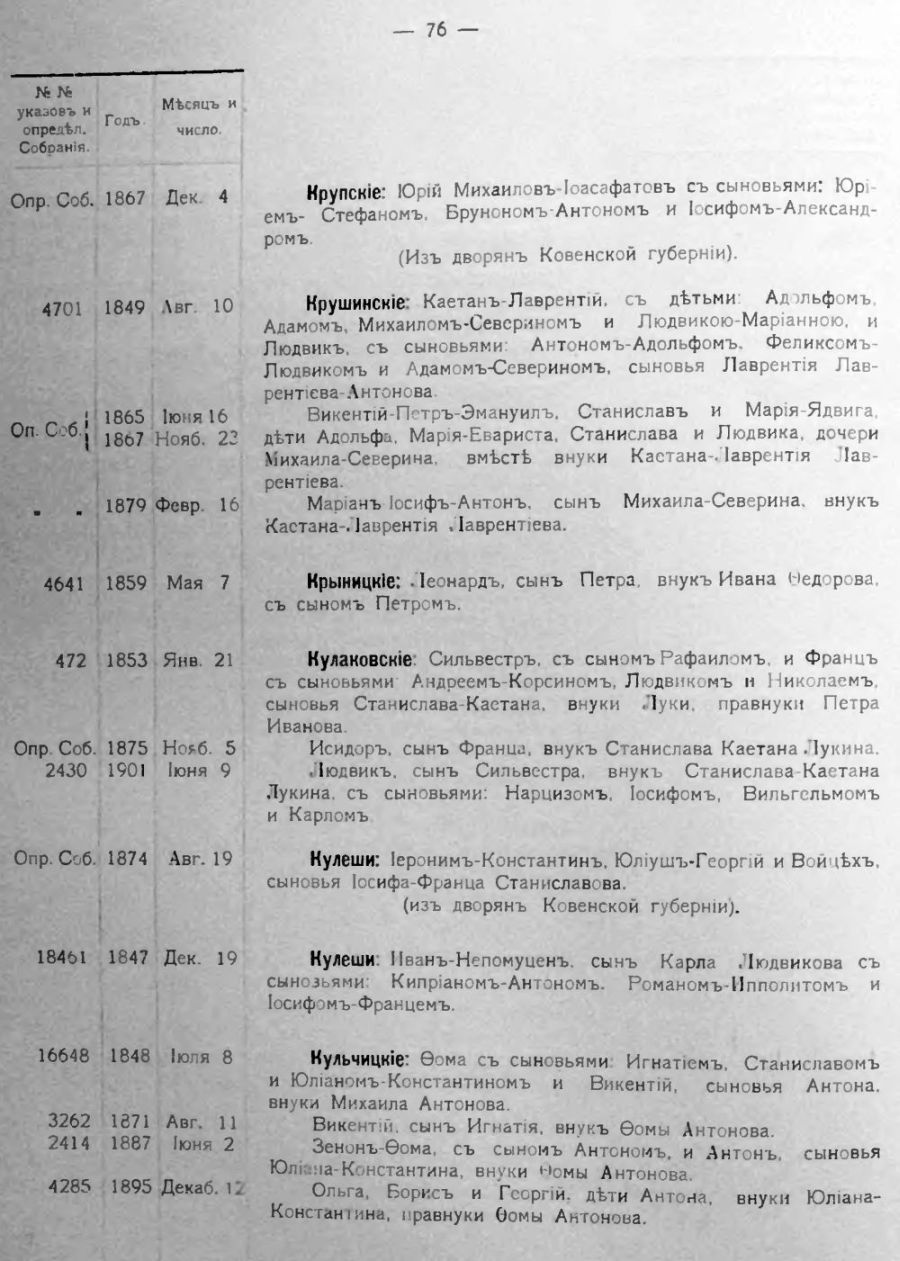
Крупські в Списку дворян Волинської губернії, м. Житомир, 1906 р.

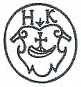
Відбиток печатки пана волинського Єроніма Крупського 1576 р.

Різні віття родоводу з прізвищем Крупські застосовували герби
- герб «Корчак»[15],
- герб «Леварт»[16],
- герб «Шеліга»[17],
- герб «Копач»[18],
- герб «Лев II»[19].

Ідентифікаціякотрих (який саме використовували) передбачає метричний зв'язок (свідоцтво про народження) нащадка з тим представником роду, котрий в минулому мав документальне визнання (у згоді з загальноприйнятими правилами в генеалогії та геральдиці).
Маючи спорідненість з предком, нащадки старовинного роду Крупських називаються — Дом Крупських (пол. Dom Krupskich byl wieku mego znaczny w Chelmskiem; лат. De domo Krupsciorum).

## Рід володів нерухомістю
- маєток Новосьолкі[23] Ігуменського повіту Мінської губернії Російської імперії,
- маєток Кавєрляни[24] Мінського воєводства Великого Князівства Литовського (до 1742 р., після 1742 р. — маєток Шоломеци Речицького повіту),
- Крупе, Орхово (пол. Orchowo), Собебор (Sobiebor), Стрельце (Strzelce), Дубно (Dubnę), Гаци (Gaci, Gać), Білобожниця (Białóbożnica), Ястраблі (Jastrabli), Кіселіна (Kisielina), Осовки (Osówki), Ліхановки (Łychanowki), Устилуг (Uściług), Людзін (Ludzin), Ометинець (Ometyniec), Усвятє (Uświacie), Узблочє (Uzbłocia), Крупи Крупеніна (Krupie Krupienina), Чашичі (Czaszyc), Крупи Шилович (Krup Szylowicz), Пілонек (Pilonek), Бєлиничі (Białynicz), Бабіничі (Babnina), Хізи (Chizy), маєток Станішек (пол. Staniszek)[25]; маєтки Засула (1939 р.), Олешків (1939 р.)[26]

та ін..
Рід засновував церкви
- В 1507 р. — католицький храм «Матері Божої Утішительниці» (належить Орденові Братів Менших Капуцинів) в місті Орхувек (біля Влодави) Крупський Єжи і Христина[27].
- В 1727 р. — католицький монастир із храмом Ордену Домініканців в місті Гродно Крупський Станіслав (фінансував 1283 злотих й 10 грошів згідно з Актом № 6986)

та ін.

## Рід у часи Великого Князівства Литовського і Речі Посполитої
Рід Крупських був внесений у Гербовники Речи Посполитої, після 1413 Унії Великого Князівства Литовського з Польщею.
У Реєстрі Війська Запорізького 1649 року 16 жовтня за короля Яна II Казимира і шляхетного гетьмана Богдана Хмельницького у козацтво записані пани шляхтичі:
- Крупський Василь[28] (Канівський полк) в сотні з Іваном Богуном;
- Крупський Олекса[29] (Кропивнянський полк).
- Крупський Леонтій[30] (полк Новицького) хорунжий за шляхетного гетьмана Івана Мазепи (1697 рік);
- Крупський Юсько[31][32] — козацький сотник, очолював полкову сотню з Комишні (1687—1688 рр.)[33].
- Крупський — козак Веницької сотні Кальницького полку (Реєстр Запорізького війська 1649 р.)[34].
- Крупський Тимиш — козак Батуринського куреня (Реєстр Запорізького війська 1756 р.)[35].

Інші особи цього періоду
1. Крупська Софія[36] (з землі Холмщини[37]) — пані бояриня замку м. Луцьк (1528 р.), та її сестра Крупська Катерина дружина князя Богдана Тура з роду Свирські (1512 р.)[38];
2. Крупський Георгій — ротмістр, керівник 162 вершниками (1503 р.), шляхтич Поділля[39];
3. Крупський Іван — війт у Смоленському воєводстві (4 квітня 1690 р.)[25];
4. Крупський Юрій Опанасович — в смоленській шляхті білоруського походження (19 вересня 1654 р.), шляхтич католицького віросповідання («Хрестоприводна іменна книга польських і московських людей»)[40];
5. Крупський Йоахім-Степан[41] (з Вітебського воєводства) — електор (виборець) короля Владислава IV (1595—1648);
6. Крупський Давид — шляхтич Вітебського воєводства (акти 1638–1641 рр.)[42];
7. Крупський Христофер (з Руського воєводства) — електор (виборець) короля Владислава IV (1595—1648)[41];
8. Крупський Андрій (з землі Холмщини) — електор (виборець) короля Михайла Корибута (1669—1673)[41];
9. Крупський Ян-Станіслав (з землі Холмщини) — електор (виборець) короля Августа II (1697 р.)[43];
10. Курбський Андрій Михайлович — носив прізвище Крупський (Krupski)[44] гербу Леварт у Великому Князівстві Литовському провінції Речи Посполитої;
11. Крупський Бернардус — монах францисканець, католицький священик, богослов, автор першої книги польською мовою серед латиномовного друкарства «Об'явлення Небесних Таїн святої Бригіти» (1698 р.)[45][46];
12. Крупський Станіслав-Йосафат — ландвойт м. Гродно, підчаший м. Стародуб (1727—1730 рр.)[47];
13. Крупський Афанасій — володар маєтку Каверляни (до 1742 р.)[48];
14. Крупський Андрій[49] — греко-католицький місіо нер ордену монахів святого Василія Великого отримавший Грамоту на службу в Білу Русь Великого Князівства Литовського (нині — Білорусь) 13 травня 1786 року від єпископа Львівського, Галицького та Кам'янецького Петра Белянського (нині в Україні);
15. Крупський Ян — чашник міста Ошмяни, привілей (грамота короля, конфірмація 17.04.1763 р.)[50];
16. Крупський Ян — львівський декан РКЦ[51]
17. Крупський Михаїл — суддя міста Мінськ (1817 р.)[52]
18. Крупський Януш — підчаший холмський, дружина Марина — донька Петра Кердеєвича Мильського (староста пінський, городецький, королівський маршалок), вдова у 1570 році[53] та ін.

## Рід у часи Російської Імперії
Рід визнаний у російському дворянстві по Могилівській губернії 16 березня 1799 р. та 12 листопада 1811 р. як «старовинний благородний дворянський рід», із внесенням у VI частину Дворянської Родовідної Книги. Доволі значна частина роду не була затверджена в російському дворянстві і записана у «податний» стан. Інші гілки родовідного дерева внесені в Дворянські Родовідні Книги Мінської, Вітебської, Віленської, Ковенської, Волинської, Подільської та Київської губернії. Були представники роду й в Австро-Угорській імперії.
ВіросповіданняВ роді Крупських було Греко-католицьке, Римо-католицьке та Православне (Ортодокси). В Російській імперії після репресій до греко-католицького віросповідання деякі стали православними священиками і прихожанами. Але у багатьох країнах світу донині нащадки роду сповідують Католицтво. В наслідку впливу протестантизму і атеїзму в останній історичний період з'явилися деякі представники роду, котрі сповідують протестантизм або зовсім не практикують Християнство.
Особи цього періоду
1. Крупський Боніфацій Урбанович[64] — російський дворянин, поляк, римо-католик, учасник польського повстання 1863 року проти Російської імперії за відновлення Речі Посполитої в кордонах 1772 року;
2. Крупський Кирило Кирилович[65] — військовий капелан, протоієрей, священик Російської Православної Церкви з 24.02.1842 р., один з найстарших законовчителів Військового Відомства Російської імперії, завершив навчання у Петербурзькій Духовній Академії в 1837 р. і став першим магістром теології, зайняв катедру філософії в тій ж Академії (01.09.1837 р.), більше п'ятдесяти років на посаді законовчителя Кавалерійських Юнкерів Миколаївської Академії Генерального штабу (пізніше — Миколаївське Кавалерійське Училище) та Школи Гвардійських Підпрапорщиків (8 травня 1896 р.см.);
3. Крупський Олександр Ігнатович (*1836 — †1883 р. у Новодівочий монастир, СПб) — Присяжний повірений (дядя Н. К. Крупскої);
4. відкривач копалин золота, керівник Салаїрського руднику на Алтаї Крупський Андрій Антонович (1854—1895)[66];
5. Крупський Н. Я.[67] — єпархіяльний спостерігач церковно-приходських шкіл та Шкіл грамоти у донських козаків при консисторії Російської Православної Церкви в м. Новочеркаськ, колезький секретар (1901—1903 рр.);
6. Кавалери військового ордену святого Георгія за російсько-японську війну 1904—1905 рр. (для християн): Крупський Олександр (№ 3669 2 ст., № 16976 3 ст., № 115932 4 ст.); Крупський Бенедикт (№ 107435 4 ст.); Крупський Вацлав (№ 133465 4 ст.); Крупський Максим (№ 159066 4 ст.); Крупський Хома (№ 100881 4 ст.)[68];
7. Крупський Георгій Олександрович — поручик окремого кінного полку (рос. Общий список офицерских чинов Российской Императорской Армии на 1-ое января 1909 г., рос. Списокъ офицерскихъ чиновъ на 1-е января 1910 года).

## Рід у часи СРСР
- 765 носіїв прізвища «Крупський» і 7 осіб із прізвищем «Крупська» загинули на військовій службі в діючій армії у період Другої світової війни (1939—1945 рр.)[69].
- 70 носіїв прізвища «Крупський» та 20 осіб із прізвищем «Крупська» були репресовані комуністичним режимом[70], та пізніше реабілітовані (посмертно)[71].

Особи цього періоду
1. Крупський Роман — польський офіцер, репресований в Катині НКВС СРСР (березень-травень 1940 р.);
2. Крупський — один з керівників антибільшовицького повстання[be-tarask] у листопаді 1918 р. у Велізькому повіті Західної області (Комуни).

## Форми прізвища
У чоловічому роді у білоруській мові — «Крупскі», у польській — «Krupski», в російській — «Крупский», в українській — «Крупський». Жіночого роду — пишеться із закінченням «-а» (Крупська). До того ж у англомовних країнах (в еміграції) прізвище часто не пишуть в жіночому роді, а записують однаково для чоловіків і жінок — «Krupski». У закордонних паспортах країн зі слов'янськими мовами (СНГ) записують латинськими літерами стараючись передати звучання — «Krupskij» (Krupskaja), «Kroupski» (Kroupskaia), «Krups'kyj», «Krupsky» тощо. У країнах Прибалтики — «Krupskis». Найвдалішим є польська форма напису — «Krupski» чоловічого роду та «Krupska» жіночого роду.

## Географія
Живуть сучасні представники роду (більше 2000 нащадків)більша частина в Білорусі, Литві, Польщі, Російській Федерації; пізніше, менша частина в еміграції — Латвії, Естонії, Великій Британії, Ірландії, Німеччині, Швеції, Швейцарії, Франції, Італії, США (записані перші Крупські емігранти з Європи в 1880 році), Канаді, Австралії, Молдові, Таджикистані, Узбекистані, Казахстані, Грузії, Ізраїлі. У сучасній Україні нараховується 1,5 тис. носіїв прізвища «Крупський» та 1,8 тис. жіночої форми прізвища «Крупська».
Топоніми утворені від прізвища Крупських
- Крупский — район Мінської області республіки Білорусь.
- Крупський-Млин — ґміна і вєсь Тарногурського повіту Сілезького воєводства Польщі.
- Крупський Острів — вєсь Красниставської ґміни Красноставського повіту Люблінського воєводства Польщі.
- Крупської Острів (79°42′11″пн.ш.91°41′36″сх.д.) — острів архіпелагу Північна Земля в Таймирському Долгано-Ненецькому районі Красноярського краю Росії.
- Крупська — кубанська козацька станиця в Висєлковському районі Краснодарського краю Росії (поштовий індекс 353126).
- Крупський (45°20′36.33″пн.ш.40°46′18.11″сх.д.) — хутір Гулькевичського району (сільське поселення Венци-Заря) Краснодарського краю Росії.
- Крупський (49°26′01.95″пн.ш.41°54′22″сх.д.) — хутір Сальського району (Сандатовське сільське поселення) Ростовської області Росії.
- Крупське — селище Нагайбакского района Челябинської області России (поштовий індекс 457660).
- Крупське — колишня (радянська) назва села Карлівка Кіровоградського району Кіровоградської області України.
- Крупське — село Малинського району Житомирської області України.
- Крупське — село Конотопського району Сумської області України.
- Крупське (49°26′01.95″пн.ш.33°14′55.32″сх.д.) — село Глобинського району Полтавської області України (ліквідовано в 1990 р.).
- Крупське — село Миколаївського району Львівської області України.
- Крупське — село Золотоношського району Черкаської області України.
- Крупська — залізнична станція Красноярської залізної дороги в Мінусинському районі Красноярського краю Росії.

та ін..

## Відомі представники прізвища
1. Крупська Надія Костянтинівна — доктор педагогічних наук, радянська громадська діячка.
2. Герой Радянського Союзу Крупський Павло Пилипович (18.2.1924-4.11.1943)[77];
3. Герой Радянського Союзу (№ 897) Крупський Віктор Йосипович (21.12.1921-2000), пілот-винищувач[78], полковник авіації[79], обирався в депутати Верховної Ради РРФСР[80].
4. інженер-контрадмірал[81] ВМФ СРСР Крупський Михайло Олександрович (*1902—†1975)[82] (племінник Н. К. Крупської).
5. директор Управління з питань ветеранів та репресованих осіб Польщі Крупський Януш (*09.05.1951-†10.04.2010).
6. вчений хімік-технолог[83], професор, винахідник, дійсний статський радник, автор наукових публікацій Крупський Олександр Кирилович (1845—1911)[84].
7. лікар ветеринар (доктор наук), доцент і професор Цюрихського університету (Швейцарія) — Крупський Антон Станіславович (Schleinikon кантон Цюрих 27.07.1889 — 03.12.1948 Цюрих);
8. Крупський Олександр Іванович (1875—1943) — акушер-гінеколог, професор, член Української Центральної Ради, член Української Центральної Ради УНР 2-го і 3-го складу (1917—1918 р.);
9. бригадний генерал, начальник контррозвідки, слідчий органів безпеки, керівник Головного Інспекторату Міністерства Внутрішніх Справ Польщі — Крупський Миколай (*25.09.1919 с. Пялікі в Польщі);
10. легкоатлет СРСР Крупський Олександр Костянтинович
11. історик літератури і театру, літературний критик, бібліограф, багаторічний директор Ягеллонської Бібліотеки іменований «батьком бібліографії польської» Крупський (J. Krupski) — псевдо у Кароля Естрейхера (старшого) «Karol Jozef Teofil Estreicher» (22.10.1827, Краків — 30.09.1908, Краків)

та ін..

## Зауваги
1. ↑  Латиномовний варіант лат. Johannis de Crupe щодо Івана де Крупе ще зустрічався в документі на Холмщині від 7 липня 1483 року (пол. Jan Krupski): «Acta sunt hec in Chełm feria secunda proxima infra octavas Visitationis Beatę Mariae Virginis anno Domini millesimo quadringentesimo octuagesimo tercio in praesentia generosorum Petri de Trembaczow judicis, Petri de Gorzkow subjudicis, Pauli de Syedlcze tribuni Chelmensium, Stanislai Curopathwa de Novoszyelcze, Johannis de Syenycza, Johannis de Crupe et quam pluribus f idę dignis circa praemissa…» ((рос.) Акты издаваемые Виленской археографической комиссией для разбора древних актов /Акты, относящиеся к истории бывшей Холмской епархии/, Вильна, 1892 — Т.19, — С.15.)
2. ↑  Інша літера зустрічається в закінченні прізвища лат. Crupski Georgius за 1502 р. («Acta Alexandri Regis Poloniae, Magni Ducis Lithuaniae etc.» (1501—1506). — S. 592 /510(302)/ (лат.))